# ツカムレラ属
ツカムレラ属(Tsukamurella)はグラム陽性の非芽胞形成偏性好気性の桿菌で、ツカムレラ科(Tsukamurellaceae)の真正細菌の属である。 ツカムレラ属のほとんどの株はでんぷんを分解する。 ツカムレラ属のいくつかの種はヒトへの感染症の原因となる。